# Tobias Hill
Tobias Hill född 30 mars 1970 i London, död 23 augusti 2023, var en brittisk författare. 

## Biografi
Hill föddes i Kentish Town i norra London. Hans föräldrar var av tysk judisk och engelsk härkomst. Hill studerade vid Hampstead School och University of Sussex och bodde i Cricklewood i norra London.

## Tidiga verk: Lyrik & Noveller
Hill blev först känd under 1990-talet som poet och författare av noveller med tidiga verk publicerade i magasin som The Frogmore Papers: han har sedan dess etablerat sig som romanförfattare. Som lyriker har Hill givit ut fyra samlingar,Year of the Dog (1995), Midnight in the City of Clocks (1996), influerad av hans erfarenhet av livet i Japan, Zoo (1998) och Nocturne in Chrome & Sunset Yellow (2006).
Hills enda novellsamling, Skin (1997), gick som serie på BBC Radio 4, var nominerad till 1998 års John Llewellyn Rhys/Mail on Sunday Prize och vann International PEN/Macmillan Silver Pen Award.

## Romaner
År 1999 gav Hill ut sin debutroman, Underground (1999) som utspelar sig i Londons tunnelbana, detta mörka, neo-gotiska verk vann Betty Trask Award och Arts Council Writers Award. 
The Love of Stones (2001), Hills andra roman som kartlägger livet för två judiska bröder och Katharine Sterne, vars historia vävs ihop med en försvunnen juvel som en gång tillhört Elisabet I. 
Hills tredje roman, The Cryptographer, gavs ut 2003 och berättar historien om en global finansiell katastrof och behandlar ämnen som säkerhet och sekretess. The Cryptographer utspelar sig i en nära framtid men inbegriper ett skuggporträtt av en gåtfull historisk person, John Law.

## Annat författande
Hill har skrivit en barnbok, The Lion Who Ate Everything, illustrerad av Michael Foreman. Han har även skrivit journalistik för The Times, The Observer, The Independent, The Guardian och Time Out. Under tre år, från 1998 till 2001 var han Sunday Telegraphs rockkritiker.

### Utgivet på svenska
- Kärleken till stenar 2006

## Priser och utmärkelser
- Betty Trask Award 1998 för Underground